# Théophile-Malo de La Tour d'Auvergne-Corret

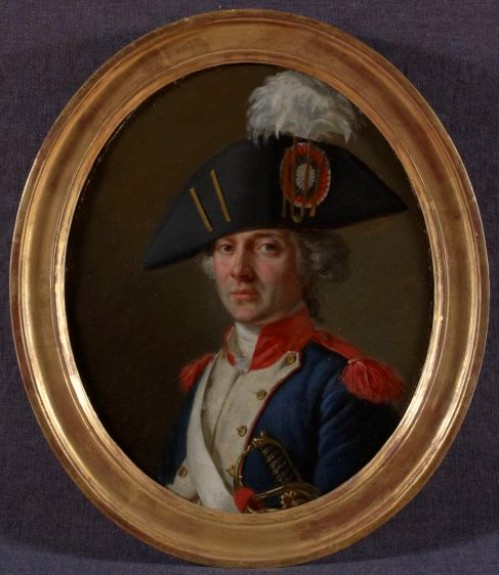
Théophile-Malo de La Tour d'Auvergne-Corret.

Théophile-Malo de La Tour d'Auvergne-Corret, född 23 november 1743, död 27 juni 1800, var en fransk militär.
La Tour tillhörde vid franska revolutionens utbrott den kungliga armén men vägrade emigrera och utmärkte sig i revolutionsarmén vid flera tillfällen genom sin glänsande tapperhet. År 1797 tog La Tour avsked men återinträdde i tjänst i stället för siste sonen till en vän, som redan förlorat tre söner i kriget. Napoleon Bonaparte gav honom en hederssabel och titeln: De republikanska arméernas förste grenadjär. La Tour stupade i slaget vid Oberhausen i spetsen för sina grenadjärer.